# Michael Sattler

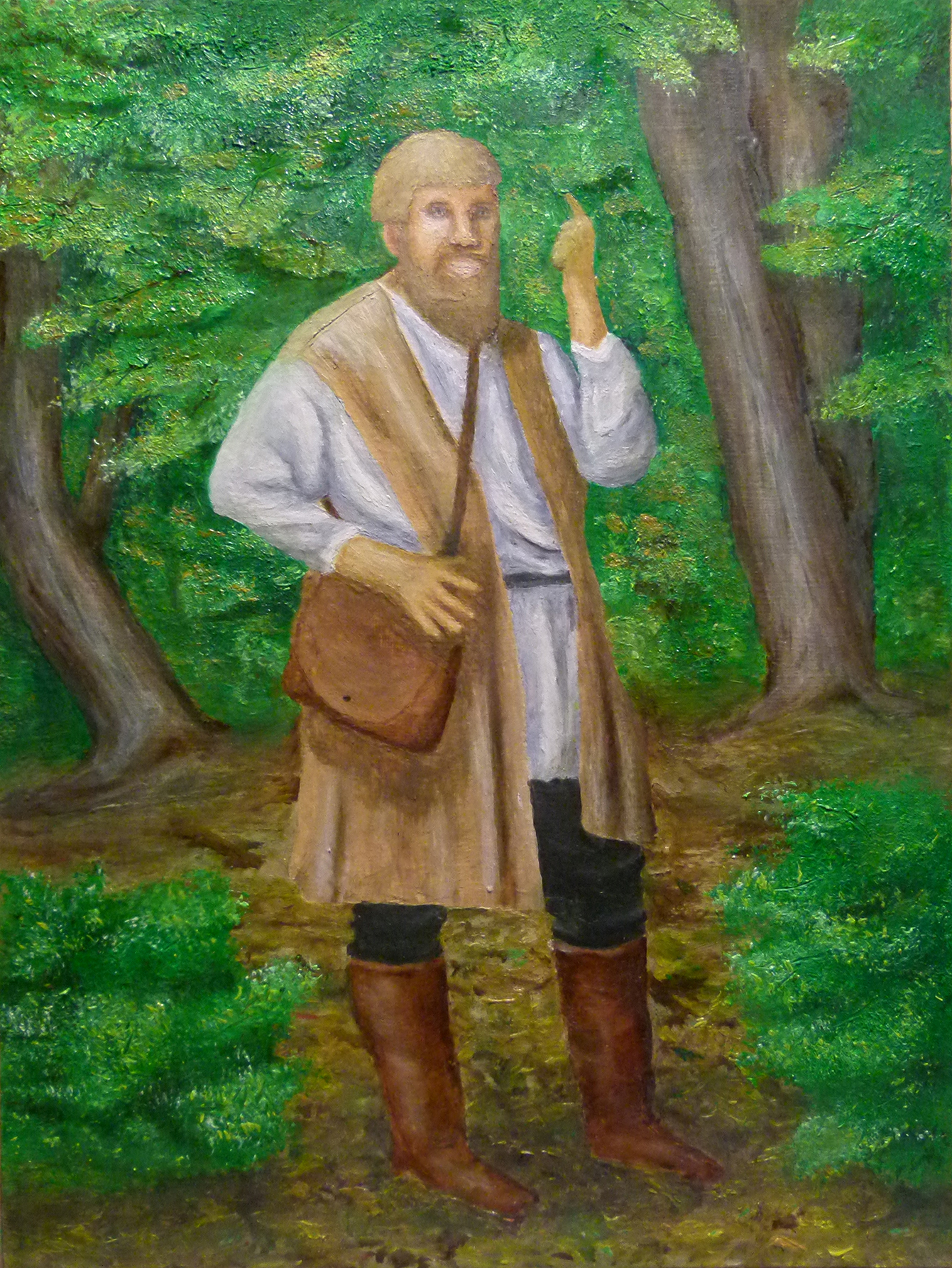
Michael Sattler predigt im Wald – Ölgemälde von Mike Atnip

Michael Sattler (* um 1490 in Staufen im Breisgau; † 21. Mai 1527 in Rottenburg am Neckar) gehörte zu den führenden Persönlichkeiten der ersten Täufergeneration. Die Beschäftigung mit exegetischen Schriften Luthers und Zwinglis führten dazu, dass er sein Amt als Benediktiner-Prior niederlegte und sich der Zürcher Täuferbewegung zuwendete. Die Abfassung der sogenannten Schleitheimer Artikel, einer bedeutenden täuferischen Bekenntnisschrift, geht auf seine Initiative zurück. Sattler und seine Ehefrau starben als Märtyrer der Täuferbewegung.

## Anfänge

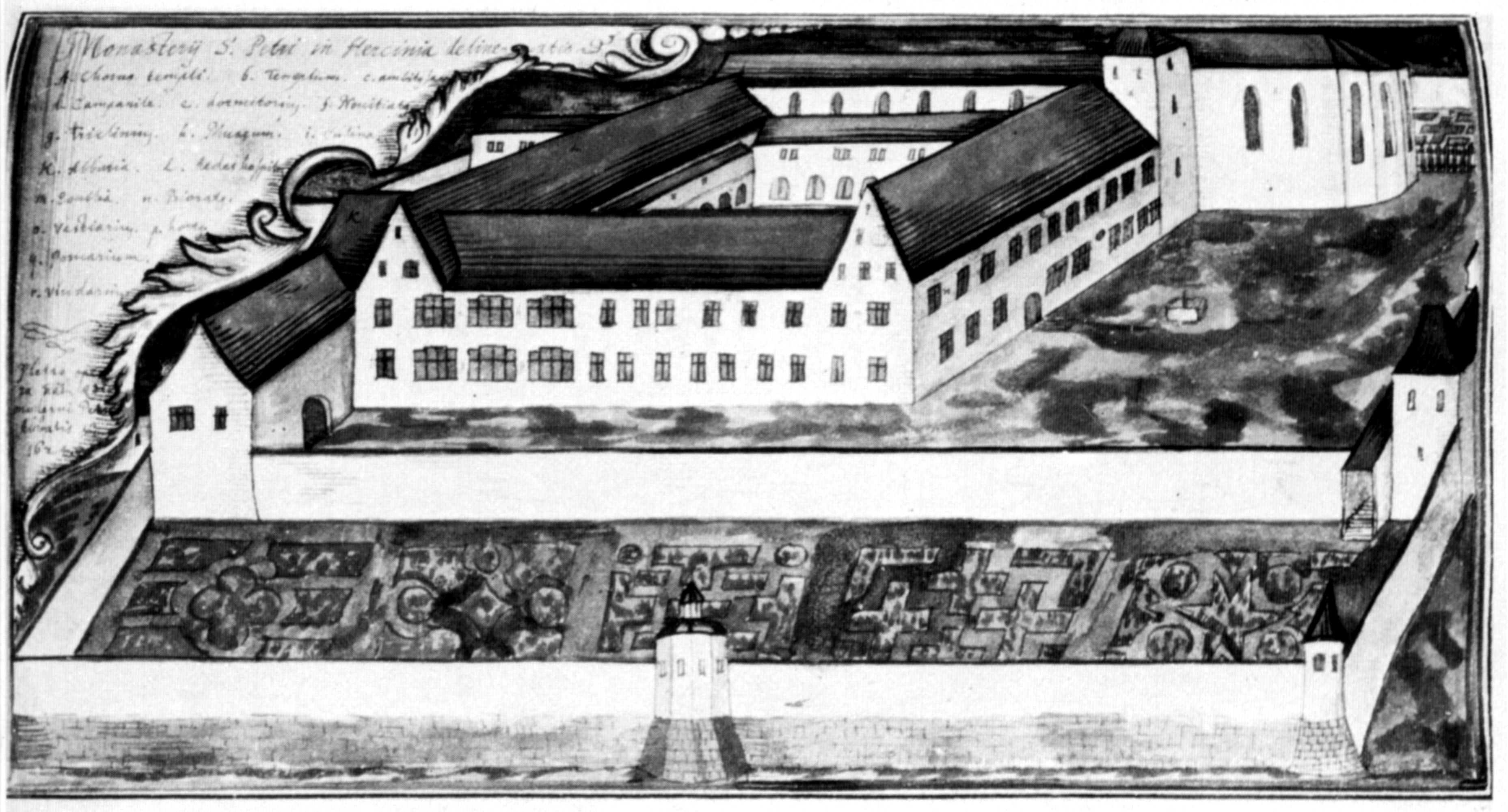
Kloster St. Peter um 1624

Über das genaue Geburtsdatum, die Herkunft und die Jugendzeit Michael Sattlers ist so gut wie nichts bekannt. In den biographischen Skizzen wird lediglich erwähnt und belegt, dass Sattler an der Freiburger Universität immatrikuliert war und sich dem Studium der Theologie und Philosophie widmete.
Nach seinem Examen entschied sich Sattler für die monastische Lebensweise und trat um 1510 in das nahe bei Freiburg gelegene Kloster St. Peter auf dem Schwarzwald der Benediktiner ein. Dort erwarb er sich das Vertrauen der Ordensleitung und wurde unter Abt Peter Gremmelsbach alsbald zum Prior der Abtei berufen.
Sattlers besonderes Interesse galt dem paulinischen Schrifttum im Neuen Testament der Bibel. Fasziniert war er vor allem von der Auslegung dieser Schriften durch die Reformatoren Martin Luther und Huldrych Zwingli. Er gewann die Einsicht, dass "der Mönchsstand ein unchristlicher, betrüglicher und gefährlicher sei". Im Jahr 1523 verließ Sattler deshalb die klösterliche Gemeinschaft und gab damit seinen Stand als Mönch und Prior auf. Er heiratete (wahrscheinlich 1524) die Begine Margaretha. Das Ehepaar Sattler zog nach Zürich, wo es im Frühjahr 1525 eintraf.

## Sattler bei den Zürcher Täufern
Die Gründung der Zürcher Täufergemeinde war erst wenige Wochen zuvor vollzogen worden, als Sattler und seine Ehefrau in Zürich ihren Wohnsitz nahmen. Über welche Personen und auf welche Weise das Ehepaar Sattler mit der jungen freikirchlichen Gemeinde Kontakt aufnahm, ist ungewiss. Eine Spur führt im Zusammenhang dieser Frage zu Wilhelm Reublin, der bereits der Täufergemeinde angehörte. Historisch abgesichert ist: Bereits am 18. November 1525 – so erfahren wir aus den Täuferakten – werden sie vom Zürcher Rat wegen ihres täuferischen Engagements aus Zürich ausgewiesen. Dieser Ausweisung vorausgegangen war eine Disputation, die vom 6. bis 8. November 1525 zwischen Huldrych Zwingli und den führenden Täufer-Persönlichkeiten stattfand. Im Anschluss daran wurden die täuferischen Disputationsteilnehmer, darunter auch Michael Sattler, inhaftiert und dann gegen Schwur der Urfehde entlassen. Die Zusammenkünfte der Täufergemeinde wurden verboten. Michael und Margarethe Sattler sowie Wilhelm Reublin wurden der Stadt verwiesen.

## Sattler in Straßburg
Im Dezember 1526 gelangte das Ehepaar Sattler über Horb und Rottenburg nach Straßburg, wo es anfangs – wie viele andere Glaubensflüchtlinge auch – zunächst Zuflucht und Asyl fand. Mit Reublin, der sich kurz zuvor in Straßburg eingefunden hatte, organisierte Sattler in kurzer Zeit eine taufgesinnte Gemeinde und provozierte damit ungewollt das Eingreifen des Straßburger Magistrats. Michael Sattler und weitere Täufer wurden auf Veranlassung des Magistrats durch den Straßburger Reformator Martin Bucer einem umfangreichen Verhör unterzogen. Dabei ging es vor allem um die Frage nach dem Verhältnis der Täufergemeinde zur Obrigkeit. Sattler und die anderen Verhörten bestritten bei dieser Untersuchung den christlichen Charakter der weltlichen Obrigkeit. Man habe als christliche Gemeinde im Konfliktfall Gott mehr zu gehorchen als den irdischen Machthabern. Dies zeige sich besonders am Kriegsdienst, zu dem ein wahrer Jünger Jesu sich niemals verpflichten lassen könne. Der aus Waldshut stammende Täufer Jakob Gross erklärte in diesem Zusammenhang, er sei zwar bereit, den Wachdienst auf der Stadtmauer zu übernehmen und einen Spieß zu tragen, aber töten wolle er unter keinen Umständen.
Bucer ließ aufgrund des Verhörs im Januar 1527 alle Angehörigen der Täufergemeinde aus der Stadt vertreiben. Auch ein weiteres Gespräch, das Sattler mit Bucer und Wolfgang Capito führte und in dem er den Standpunkt der Täufer mit biblischen Argumenten zu begründen versuchte, änderte nichts an dem erlassenen Mandat des Magistrats.
In einem an die Straßburger Reformatoren Bucer und Capito adressierten Abschiedsbrief benannte Michael Sattler seine theologischen Grundpositionen, die sich in den späteren Schleitheimer Artikeln sowie in vielen Lehrschriften und Bekenntnissen der Täufer wiederfinden. Aus der kurzen, aber ereignisreichen Straßburger Zeit Sattlers stammen wohl auch seine „Zwanzig Thesen“ über eine „reine, gottselige, aufrichtige Gemeinde“. Darin heißt es in Bezugnahme auf verschiedene Stellen des Neuen Testaments unter anderem, dass Christus gekommen sei, um alle selig zu machen, die an ihn allein glauben. Nur wer an Jesus Christus glaubt und sich deshalb taufen lässt, wird gerettet. Eine Gemeinde kann nur aus gläubigen Menschen bestehen, die durch die Taufe in den Leib Christi einverleibt worden sind. Zwischen der Gemeinde und der Welt bestehe ein tiefer Riss, da Christen Gottes Hausgenossen seien und Mitbürger der Heiligen. Damit hätten sie ihre weltliche Bürgerschaft aufgegeben und deshalb würden sie auch von der Welt gehasst. Wahre Christen – so Sattler – seien im Übrigen nur solche, die die „Lehre Christi tun mit Werken“.
Das Ehepaar Sattler verließ die Stadt, um in der habsburgischen Grafschaft Hohenberg als täuferische Sendboten zu missionieren.

## Schleitheimer Artikel

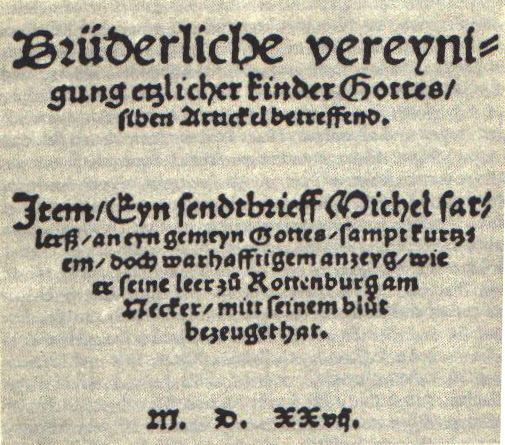
Titelseite der Schleitheimer Artikel

1527 kehrte Sattler in die Gegend um Horb und Rottenburg zurück. Am 24. Februar desselben Jahres leitete er eine Zusammenkunft der Schweizer Brüder in Schleitheim. Ziel dieser Konferenz war es, ein gemeinsames Bekenntnis der inzwischen stark angewachsenen Täuferbewegung zu verfassen. Unter der Federführung Michael Sattlers entstanden unter dem Titel Brüderliche Vereinigung etlicher Kinder Gottes die sogenannten Schleitheimer Artikel. Dieses Glaubensbekenntnis war die bekenntnishafte Grundlage der folgenden Täufergenerationen und gleichzeitig Gegenstand einer Reihe von theologischen Entgegnungen und Flugschriften Zwinglis und Calvins. Während der Zürcher Reformator 1527 im zweiten Teil seines Elenchus auf Sattlers Artikel eingeht, nimmt Calvin noch 1544 in seiner polemischen Schrift Eine kurze Belehrung, um alle guten Gläubigen gegen die kommunistische Sekte der Wiedertäufer zu wappnen gegen Michael Sattler Stellung.

## Gefangennahme und Märtyrertod

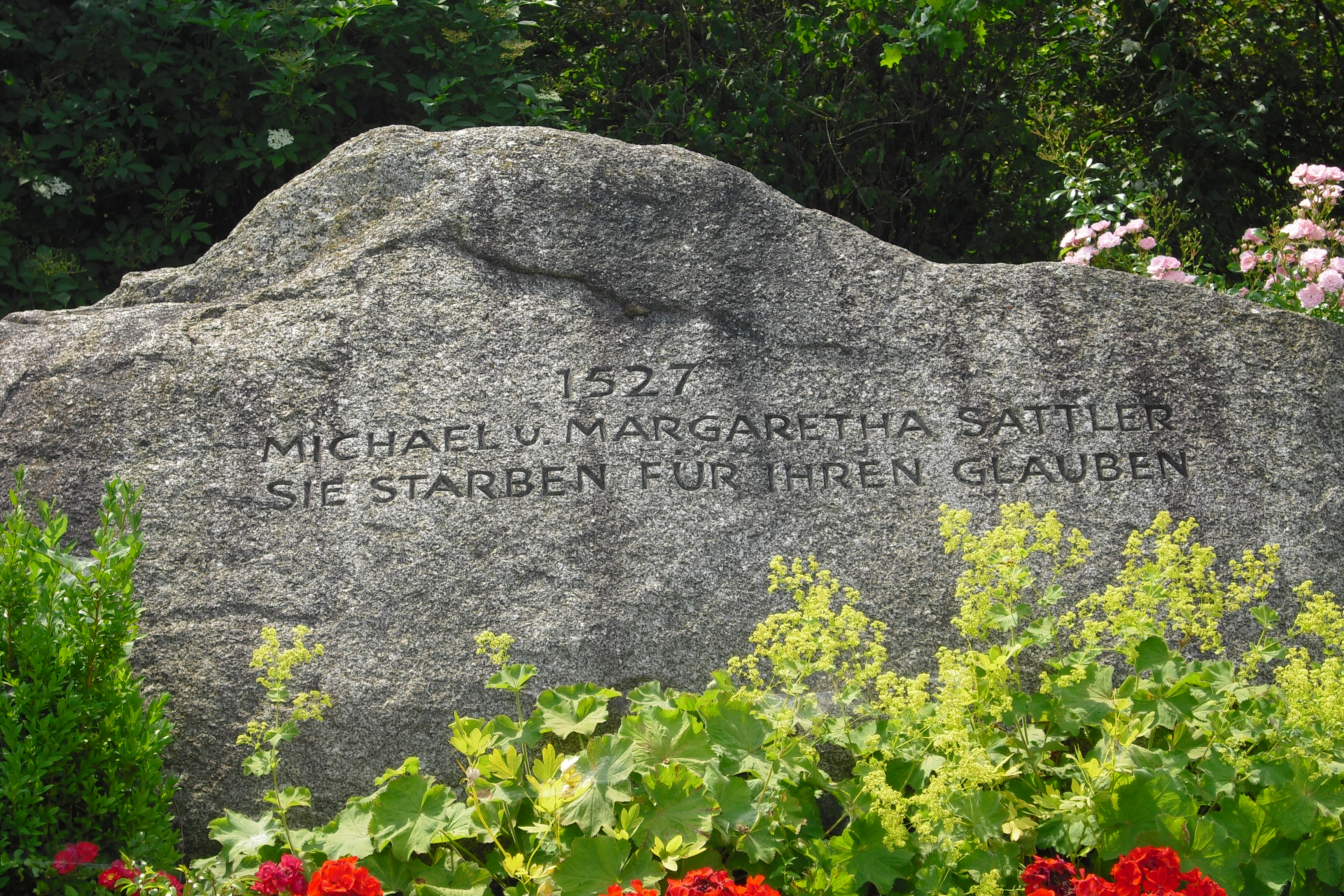
Gedenkstein für das Ehepaar Sattler in Rottenburg am Neckar

Michael Sattler kehrte 1527 nach Horb zurück und wurde am 17. Mai desselben Jahres von den Behörden gefangen genommen, zunächst nach Binsdorf und schließlich in die Stadt Rottenburg verbracht. Dort fanden in der Stadtverwaltung am 17. und 18. Mai die Gerichtsverhandlungen statt. Neun Anklagen, die einen bedeutsamen Einblick in Sattlers Lehre geben, wurden seitens des Gerichtes gegen ihn erhoben:
- (1) Er sei ungehorsam gegenüber den kaiserlichen Befehlen;
- (2) er leugne die reale Gegenwart Christi im Sakrament;
- (3) er lehre, dass die Kindertaufe nicht rette;
- (4) er verwerfe das Sakrament der letzten Ölung;
- (5) er verachte die Mutter Gottes und die Heiligen;
- (6) er lehre die Verweigerung des Eides;
- (7) er setze eine neue Form des Abendmahls ein, bei der man Brot von einem Teller und Wein aus einem Kelch trinke;
- (8) er habe seinen katholischen Orden verlassen und geheiratet; er behaupte, das sei rechtmäßig, da das Neue Testament erzwungene Ehelosigkeit verdamme;
- (9) er lehre, dass Christen nicht gegen die Türken kämpfen sollen; wenn er die Wahl hätte und ein Krieg überhaupt recht wäre, dann würde er lieber auf Seiten der Türken kämpfen.

In seiner Entgegnung bestritt Michel Sattler den Punkt 1 der Anklage. In den Punkten 4 und 5 führte er aus, dass er zwar Maria als Vorbild des Glaubens achte, nicht aber an ihre Mittlerfunktion zwischen Mensch und Gott glaube. Die Krankensalbung halte er für biblisch, ein besonderes geweihtes, päpstliches Öl sei aber für ihre Wirksamkeit nicht vonnöten.
Den Anklagepunkten 2, 3, 6, 7 und 8 widersprach Sattler nicht, sondern bestätigte, dass hier seine Überzeugung richtig wiedergegeben sei.
Zum letzten Anklagepunkt ergänzte er: "Christen dürfen niemandem das Leben nehmen, sie können nur Gott um ihren Schutz anrufen. Wenn die Türken gegen Christen in den Krieg ziehen, so liegt es daran, dass sie es als Muslime nicht besser wissen. Menschen, die sich Christen nennen und Türken töten, sind türcken nach dem geist."
Der Gerichtssekretär erklärte nach der Verteidigungsrede Sattlers, dass er gerne den Dienst des Henkers übernehmen würde, wenn sich kein Scharfrichter für den Täufer fände. Er glaube fest, dass er damit Gott einen Dienst erweisen könne. Im abschließenden Urteilsspruch der Richter heißt es: Zwischen dem Anwalt kaiserlicher Majestät und Michael Sattler ist als Recht erkannt worden … dass man Michel Sattlern dem hencker in die hand soll geben, der sol in füren auff den platz vnd jm die zung abschneiden, darnach auff eyn wagen schmiden unnd alda zweimal mit glüenden zangen seinen leip reissen, nachmals, so mann ihn für dz thor bringet, der massen fünff griff geben. Wilhelm Reublin schreibt in seinem Bericht an die Zürcher Täufer: Ist also beschehen, darnach wie eyn ketzer zu puluer (=Pulver) geprennt.
Diese Hinrichtung geschah am Morgen des 21. Mai 1527 auf dem Galgenbuckel in Rottenburg. Sattlers Ehefrau Margaretha wurde einige Tage später im Neckar bei Rottenburg ertränkt.

## Werke (Auswahl)
Michael Sattler ist Verfasser einer Reihe von Schriften, deren Originale beziehungsweise frühe Druckausgaben sich in verschiedenen europäischen Bibliotheken und Sammlungen befinden. Das täuferische Gesangbuch Ausbund sowie das Mennonitische Gesangbuch enthalten auch Lieder, die auf Sattler zurückgehen. Dazu gehören Muss es nun gehn ans Scheiden und Als Christus mit seinr wahren Lehr. Sie finden sich im Ausbund und im Mennonitischen Gesangbuch.

## Würdigungen

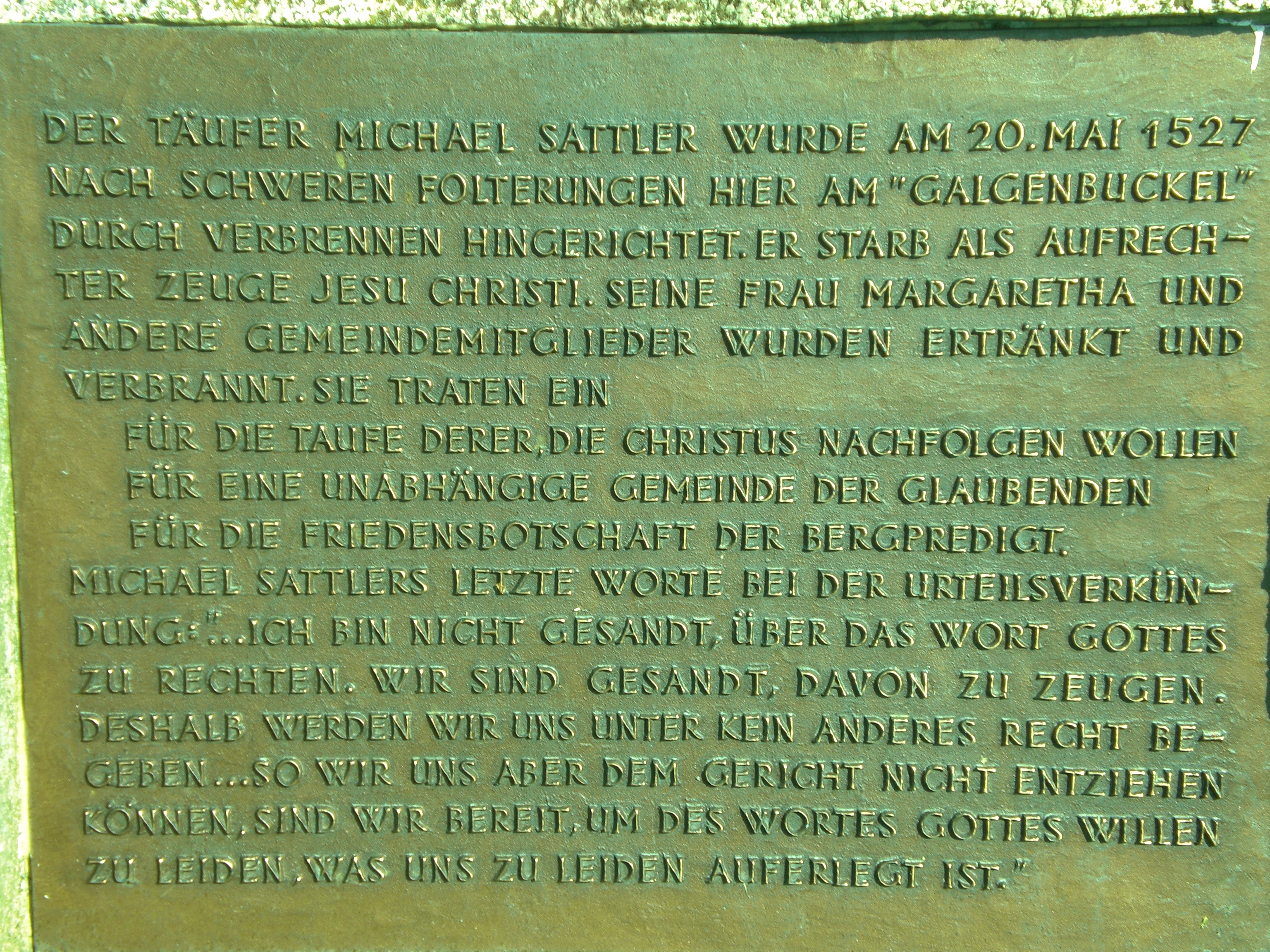
Gedenkstein-Rückseite

Heute erinnert eine 1957 von der Mennonitischen Weltkonferenz angebrachte Gedenktafel in der örtlichen evangelischen Kirche an Margarethe und Michael Sattlers Märtyrertod.
Zum 470. Jahrestag ihres Martyriums wurde 1997 an der Richtstätte ein Gedenkstein enthüllt. Er trägt die Inschrift: Der Täufer Michael Sattler wurde am 20. Mai 1527 nach schweren Folterungen hier am „Galgenbuckel“ durch Verbrennen hingerichtet. Er starb als aufrechter Zeuge Jesu Christi. Seine Frau Margaretha und andere Gemeindemitglieder wurden ertränkt und verbrannt. Sie traten ein
für die Taufe derer, die Christus nachfolgen wollen
für eine unabhängige Gemeinde der Glaubenden
für die Friedensbotschaft der Bergpredigt
Michael Sattlers letzte Worte bei der Urteilsverkündigung: „... Ich bin nicht gesandt, über das Wort Gottes zu rechten. Wir sind gesandt, davon zu zeugen. Deshalb werden wir uns unter kein anderes Recht begeben ... So wir aber uns dem Gericht nicht entziehen können, sind wir doch bereit, um des Wortes Gottes willen zu leiden, was uns zu leiden auferlegt ist.“
Nach Michael Sattler ist der Michael-Sattler-Friedenspreis benannt, mit dem das Deutsche Mennonitische Friedenskomitee seit 2006 unregelmäßig Projekte oder Personen auszeichnet, die sich praktisch, theoretisch oder theologisch für Frieden und Versöhnung eingesetzt haben.
Die Preisträger:
- 2006: Christian Peacemaker Teams
- 2007: Projekt „Zelt der Völker“
- 2010: Howard Zehr[12]
- 2013: Judy da Silva[13]
- 2016: Friedenskirche Ekklesiyar Yan’uwa a Nigeria (EYN) und ihre 2010 mit muslimischen Partnern gegründete „Christian and Muslim Peace Initiative“ (CAMPI)[14]

Die freie christliche Grundschule Heßheim ist nach Michael Sattler benannt.